# انش
انش (به آلمانی: Ensch) یک شهر در آلمان است که در تریر-زاربورگ واقع شده‌است. انش ۴۷۸ نفر جمعیت دارد.